# جوي جودي
جوي جودي (بالهولندية: Joey Godee)‏ (2 مارس 1989 بأوترخت في هولندا - ) هو لاعب كرة قدم هولندي في مركز الهجوم. شارك مع منتخب هولندا تحت 21 سنة لكرة القدم. أما مع النوادي، فقد لعب مع أغوف أبيلدورن وأياكس أمستردام وسبارتا روتردام وسيركل بروج وغو أهد إيغلز.

## وصلات خارجية
- جوي جودي على موقع قاعدة بيانات كرة القدم.إي يو (الإنجليزية)
- جوي جودي على موقع Soccerway.com (الإنجليزية)